# Municipio de Richland (condado de Kalamazoo)
El municipio de Richland (en inglés: Richland Township) es un municipio ubicado en el condado de Kalamazoo en el estado estadounidense de Míchigan. En el año 2010 tenía una población de 7580 habitantes y una densidad poblacional de 80,89 personas por km².

## Geografía
El municipio de Richland se encuentra ubicado en las coordenadas 42°22′32″N 85°28′27″O / 42.37556, -85.47417. Según la Oficina del Censo de los Estados Unidos, el municipio tiene una superficie total de 93.7 km², de la cual 89.17 km² corresponden a tierra firme y (4.84%) 4.54 km² es agua.

## Demografía
Según el censo de 2010, había 7580 personas residiendo en el municipio de Richland. La densidad de población era de 80,89 hab./km². De los 7580 habitantes, el municipio de Richland estaba compuesto por el 91.56% blancos, el 3.94% eran afroamericanos, el 0.28% eran amerindios, el 1.25% eran asiáticos, el 0.09% eran isleños del Pacífico, el 1% eran de otras razas y el 1.87% pertenecían a dos o más razas. Del total de la población el 2.98% eran hispanos o latinos de cualquier raza.